# Chiesa del Sacro Cuore di Gesù (Trento, capoluogo)
La chiesa del Sacro Cuore di Gesù è un luogo di culto cattolico situato a Trento.

## Storia
La chiesa parrocchiale del rione di San Bartolomeo fu eretta su progetto dell'architetto trentino Efrem Ferrari ed ultimata nel 1963. È dedicata al Sacro Cuore di Gesù.

## Descrizione

### Esterno
L'edificio a pianta centrale risulta essere la elegante composizione di forme semplici, ma ricche di significati simbolici. La base rotonda, rivestita accuratamente in pietra calcarea regolare, ha come riferimento diretto la perfezione divina ed il cerchio ne è la evidente rappresentazione; emerge poi un corpo di forma ottagonale, sapiente citazione del numero "8" dedicato alla Madonna, con una copertura movimentata a falde che si chiudono nella lanterna sommitale. In direzione est è ben visibile il presbiterio che fuoriesce dalla forma centrale come uno spicchio dell'ottagono. I materiali impiegati, calcestruzzo a vista, cotto, granito e vetro, sono accostati in modo sapiente ed evidenziano gli elementi strutturali e di decoro della costruzione.
Nell'anno 2000 è stata ristrutturata la facciata della chiesa con pregevoli mosaici e il portale in bronzo progettati dallo scultore don Luciano Carnessali che ha espresso, attraverso le sue doti artistiche, una vera catechesi, alla maniera delle chiese di un tempo. Le formelle dell'anta sinistra rappresentano scene tratte dall'Antico Testamento, mentre quella di destra sono relative ad episodi tratti dal Nuovo Testamento. La parte in alto, non apribile, rappresenta l'Annunciazione alla Vergine Maria. Nel mosaico ai lati del portale troviamo raffigurato l'incontro di Gesù al pozzo con la donna samaritana e l'episodio in cui Gesù risorto spezza il pane con i discepoli di Emmaus. La parte di mosaico collocata nel timpano rappresenta il Sacro Cuore che dona il suo amore alla comunità.

### Interno

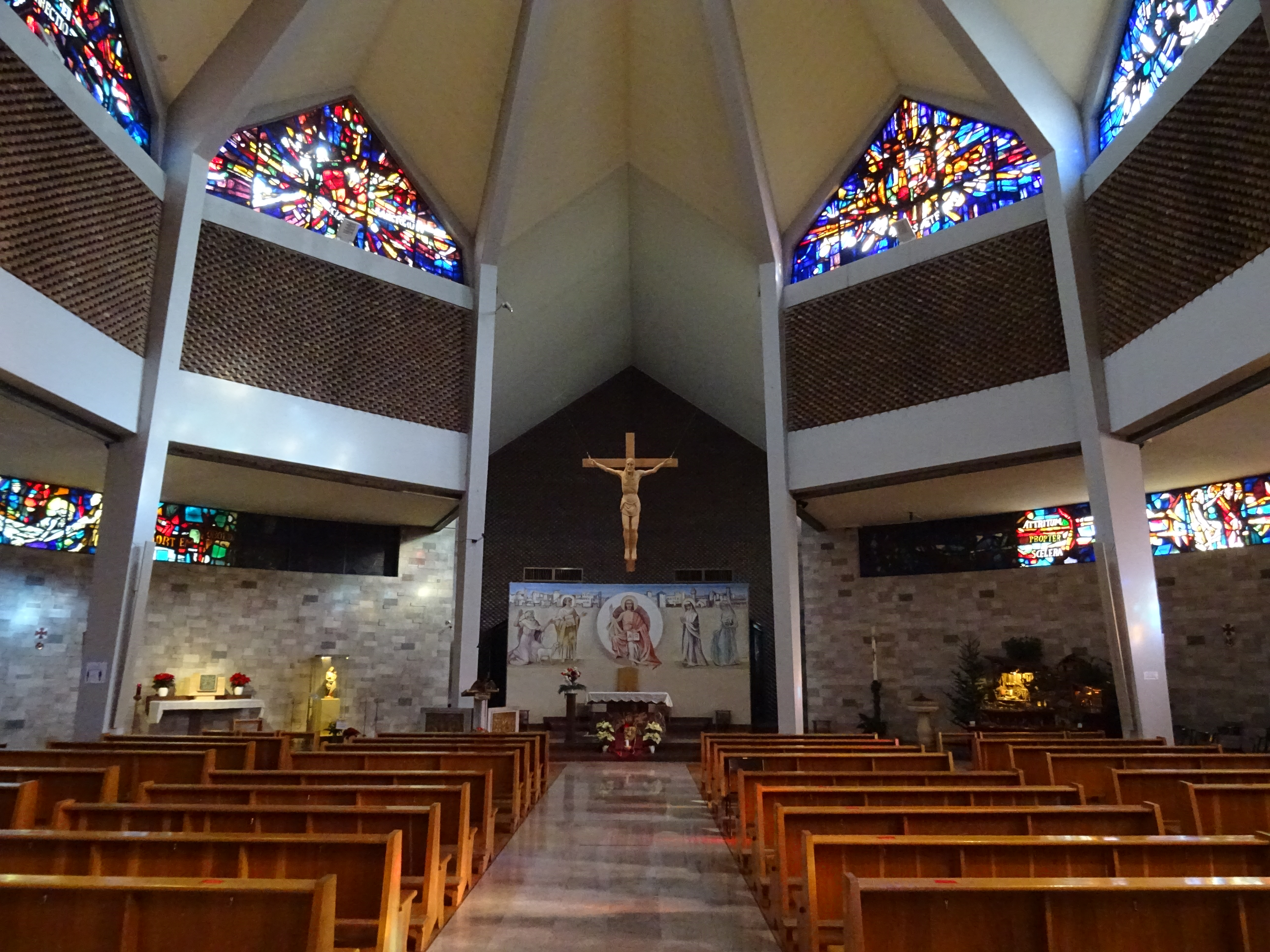
Interno

La semplicità delle forme contraddistingue anche l'interno. Qui sono riconoscibili sia il cerchio perimetrale che l'ottagono centrale descritto dai pilastri portanti. Lo sviluppo verticale del volume centrale contribuisce a creare un'atmosfera spirituale preziosamente arricchita dalle vetrate dell'artista vicentino Giorgio Scalco; sono qui rappresentate con marcati contrasti cromatici la Via Crucis, lungo tutto il nastro circolare della parte bassa, ed alcune immagini astratte ispirate a titoli del Sacro Cuore, nella parte alta dell'ottagono.
Nel 1987 lo spazio presbiteriale viene rivisto per la necessità funzionale di avere un luogo di culto più raccolto per la preghiera. Si procede così all'erezione della Cappella del Santissimo, aperta al culto nel 1987. Le dimensioni della cappella e l'impiego discreto dei materiali (metallo e vetri a specchio) non turbano l'equilibrio della struttura originaria.
Il 30 marzo 1987 viene iniziato l'affresco dell'altare ad opera del pittore Marco Bertoldi, parrocchiano, così da arricchire la chiesa di una nuova opera d'arte. L'affresco è ricco di elementi figurativi desunti dalla Bibbia che aiutano l'uomo a vivere con intensità l'esperienza di Dio. Dello stesso artista sono i due quadri della Vergine (1978) e di San Giuseppe (1979) sugli altari laterali, in seguito spostati sulle pareti. Sull'altare sinistro trova così spazio il tabernacolo, la cui formella, ad opera dello scultore don Marco Morelli, rappresenta l'incontro stupefatto dei discepoli di Emmaus con Cristo risorto. Dello stesso autore il Cristo della Fede opera scultorea lignea che viene collocata nel presbiterio nel marzo 2016. Nel 2018 la mensa in granito rosso dell'altare principale viene ridotta di un metro per renderla consona alle dimensioni dell'aula.
All'interno della chiesa è custodita una scultura in legno di cirmolo scolpito intagliato e dipinto, raffigurante una Madonna con Bambino (cm 70×25×14 circa) proveniente dalla vicina chiesa cimiteriale di San Bartolomeo in Trento, dove fu ritrovata nel 1995 nascosta nella nicchia di un altare laterale. La statua presentava una colorazione uniforme grigio-biancastra dovuta a depositi di sporco a ad una spessa ridipintura che a sua volta occultava strati di colore stesi nel corso del tempo. Aristocratica ed elegante come una giovane dama la Madonna, a figura intera ed eretta, indossa una lunga vesta di colore rosso ed un ampio mantello blu. Con il braccio sinistro regge con naturalezza il Bambino benedicente, vestito di una semplice tunica verde, che con la mano sinistra sostiene un libro, il Vangelo. Le due figure si impongono per la loro esplicita arcaicità, che rimanda a stilemi romanici addolciti da panneggi e posture di marca gotica. La preziosa scultura è da attribuirsi ad ignoto artista di formazione alpina attivo sul principio del trecento. Il modello figurativo di riferimento è la Madonna con Bambino del Santuario di Oropa (Biella), opera in legno policromo di scuola aostana concordemente datato attorno al 1295.

### Presepio
Nel periodo natalizio la chiesa ospita un presepe artistico ideato negli anni 1988 - 89 con poche casupole di sassi e legno. Negli anni successivi è stato integrato con altre case, un'officina, il caseificio e una segheria, funzionanti, ispirate a fabbricati esistenti all'epoca nelle Valli di Sole e di Rabbi dove i ragazzi trascorrevano i campeggi estivi.